# Dysstroma pseudimmanata
Dysstroma pseudimmanata là một loài bướm đêm trong họ Geometridae.